# Setalunula blepharipoides
Setalunula blepharipoides là một loài ruồi trong họ Tachinidae.